# أدولفو لايت
أدولفو لايت (8 مارس 1992 بلشبونة في البرتغال - ) هو لاعب كرة قدم برتغالي في مركز حراسة المرمى. لعب مع مافرا ونادي بيلينينسش وS.C. Lourinhanense ‏.

## وصلات خارجية
- أدولفو لايت على موقع قاعدة بيانات كرة القدم.إي يو (الإنجليزية)
- أدولفو لايت على موقع Soccerway.com (الإنجليزية)